# Lavoisiera bergii
Lavoisiera bergii är en tvåhjärtbladig växtart som beskrevs av Célestin Alfred Cogniaux. Lavoisiera bergii ingår i släktet Lavoisiera och familjen Melastomataceae. Inga underarter finns listade i Catalogue of Life.